# Vattenbryn
Vattenbryn benämns den del av en sjö eller ett hav som gränsar till stranden. Ordet har förekommit i svenskan sedan i slutet på 1600-talet. Ordet används ibland även i betydelsen "vattenyta".